# 645
Năm 645 là một năm trong lịch Julius. 